# 2007-08シーズンのFリーグ
2007-08年シーズンのFリーグは、リーグ戦が同年9月23日に開幕、翌年2月17日に日程を終了した。リーグの優勝クラブは名古屋オーシャンズであった。

## 2007-08年シーズンのFリーグ参加クラブ
2007-08年シーズンのFリーグのクラブは以下の通りである。
- ステラミーゴいわて花巻
- バルドラール浦安
- ペスカドーラ町田
- 湘南ベルマーレ
- 名古屋オーシャンズ
- シュライカー大阪
- デウソン神戸
- バサジィ大分

## レギュレーション
各チーム3回戦総当り方式が採用された。ホーム・アンド・アウェーおよびセントラル開催（リーグ主管の全チーム集結戦）が行われた。この年は完全なホーム&アウェー&セントラル方式（各開催7節ずつを振り分ける方式）で行い、セントラル開催は渋谷区（国立代々木競技場第1体育館）でリーグ期間中に3回（1・16・21節）、長野市（長野ホワイトリング　12・13節）と北九州市（北九州市立総合体育館　14・15節）ではそれぞれ2日間連続で2節ずつ行われた。
勝ち点制度で争われ勝ちが3点、引分が1点、負けは0点。

## リーグ戦結果
| 順位 | クラブ名               | 試合 | 勝点 | 勝利 | 引分 | 敗戦 | 得点 | 失点 | 得失 |      |
| ---- | ---------------------- | ---- | ---- | ---- | ---- | ---- | ---- | ---- | ---- | ---- |
| 1    | 名古屋オーシャンズ     | 21   | 53   | 17   | 2    | 2    | 98   | 33   | +65  | 優勝 |
| 2    | バルドラール浦安       | 21   | 47   | 14   | 5    | 2    | 79   | 39   | +40  |      |
| 3    | デウソン神戸           | 21   | 34   | 9    | 7    | 5    | 54   | 46   | +8   |      |
| 4    | ペスカドーラ町田       | 21   | 31   | 10   | 1    | 10   | 88   | 72   | +16  |      |
| 5    | 湘南ベルマーレ         | 21   | 25   | 8    | 1    | 12   | 58   | 68   | -10  |      |
| 6    | バサジィ大分           | 21   | 20   | 6    | 2    | 13   | 50   | 83   | -33  |      |
| 7    | シュライカー大阪       | 21   | 19   | 5    | 4    | 12   | 48   | 74   | -26  |      |
| 8    | ステラミーゴいわて花巻 | 21   | 11   | 3    | 2    | 16   | 36   | 96   | -30  |      |

## 得点ランキング
| 順位 | 選手                                 | 得点 |
| ---- | ------------------------------------ | ---- |
| 1    | 横江怜（ペスカドーラ町田）           | 21   |
| 2    | マルキーニョス（名古屋オーシャンズ） | 20   |
| 3    | 稲田祐介（バルドラール浦安）         | 17   |
| 4    | 稲葉洸太郎（バルドラール浦安)        | 16   |
| 5    | ホンダマルコス（ペスカドーラ町田）   | 14   |
| 5    | 森岡薫（名古屋オーシャンズ)          | 14   |